# Анхель Кабрера (футболіст)
Анхель Кабрера (ісп. Ángel Rubén Cabrera, 9 жовтня 1939, Мерседес — 15 листопада 2010, Мерседес) — уругвайський футболіст, що грав на позиції нападника. Виступав, зокрема, за клуб «Пеньяроль», а також національну збірну Уругваю.
П'ятиразовий чемпіон Уругваю. Дворазовий володар Кубка Лібертадорес. Володар Міжконтинентального кубка.

## Клубна кар'єра
Народився 9 жовтня 1939 року в місті Мерседес в родині муляра Маріо Кабрери та домашньої покоївки Марії Крістіни Сантани. Загалом у Анхеля Кабрери було п’ятеро братів і сестер: Анжеліка, Делія, Хосе Педро, Маріо Роберто та Омар. Родина була пов'язана з футболом. Його батько, також відомий як Маріо Сандовал, на той момент грав за «Олімпіко», і, за спогадами Анхеля Кабрери, завершив свою футбольну кар'єру в «Пеньяролі» (Мерседес). «Горола» Кабрера, один з братів Анхеля, грав в «Індепендієнте», «Олімпіко» та у збірній департаменту Соріано. Його молодший брат «Тібільйо» грав за «Індепендьєнте», «Хувентуд», а також збірну рідного департаменту. Футболом розпочав займатися в клубі «Індепендьєнте» з рідного міста Мерседес, де разом зі старшим братом 1957 року виграв чемпіонат. На цьому ранньому етапі своєї кар’єри Вашингтон Барренечеа був основним прихильником Кабрери. Наступного року викликаний до збірної департаменту Соріано, з яким виграв чемпіонат, а під керівництвом Карлоса Скароне став віце-чемпіоном серед збірних округів Уругваю. У 19-річному віці переїхав до Монтевідео, щоб спробувати свої сили у «Пеньяролі», столичній команді підійшов, але спочатку відправлений набиратися досвіду в молодіжну команду столичного клубу, яка грала в Терсера Дивізіоні. Дорослу футбольну кар'єру розпочав 1960 року в першій команді «Пеньяроля», в якій провів чотири сезони.
У складі «Орінегрос», якими в ті роки керували Роберто Скароне, Бела Гуттманн та Роке Масполі, з 1960 по 1964, а також 1967 року вигравав Прімера Дивізіон. У 1960 році з 14-ма забитими м'ячами став найкращим бомбардиром Прімери та виграв перший із п'яти титулів чемпіонату країни за період перебування в «Орінегрос». Однак у 1960 році також пошкодив меніск і його довелося оперувати.
У 1961 році відзначився 14 голами, але пропустив чотири тури через травму коліна і, таким чином, потрапив до списку бомбардирів на другому місці того ж року, одразу за Альберто Спенсером, який відзначився 18 голами. У 1960 та 1961 роках його клуб також виграв Кубок Лібертадорес, який на той час ще був відомий як Кубок американських чемпіонів. У змаганнях 1961 року виходив на поле у стартовому складі як у чвертьфіналі, так і в півфіналі. Однак Кабрерас не брав участі у фінальних поєдинках з «Палмейрасом». Ще один титул у 1961 році — титул чемпіона світу, якому Кабрера сприяв появою в першому матчі. У 1962 році «Пеньяроль» зіграв у фіналі Кубку американських чемпіонів, в якому уругвайський клуб поступився бразильському «Сантуса». Кабрера грав у першому фінальному матчі. Виступи в «Пеньяролі» були перервані в 1965 році орендою в «Ньюеллс Олд Бойз». Потім повернувся до Уругваю, де під час останнього етапу чемпіонату виступав в оренді за «Монтевідео Вондерерс». У 1968 році він приєднався до еквадорського клубу «Емелек» з Гуаякілі. Потім отримав пропозицію продовжити контракт на два роки з еквадорським клубом, але Анхель її відхилив та перейшов у «Данубіо». У 1970 році повернувся до «Індепендьєнте» (Мерседес). У 1971 році грав за «Уракан Бусео», у складі якого взяв участь у першому європейському турне в історії клубу. Під час турне програв лише один матч, проти «Сельти». Потім повернувся в рідне місто Мерседес, де грав за «Лос Колорес», «Расинг» та «Пеньяроль».
Через дві травми коліна Кабрери так і не зміг продемонструвати свій бомбардирський талант з ранніх років професіональної кар'єри. Футбольну кар'єру завершив у віці 34 років, після травми, отриманої в поєдинку проти «Олімпіко». Останнім клубом у кар'єрі Кабрери став «Індепендьєнте» з рідного міста Мерседес.

## Виступи за збірну
1961 року дебютував в офіційних матчах у складі національної збірної Уругваю. Грав у кваліфікації чемпіонату світу 1962 року, а також європейського турне, в рамках підготовки до фінальної частини мундіалю, де грав за Німеччину, Данію та Чехословаччину. У складі збірної був учасником чемпіонату світу 1962 року у Чилі. На чемпіонаті світу грав на груповому етапі проти Югославії. Відзначився першим голом команди в матчі, але на 71-й хвилині отримав вилучення за бійку з гравцем команди-суперника
Загалом протягом кар'єри у національній команді, яка тривала 2 роки, провів у її формі 6 матчів, відзначився 2 голами.

## Особисте життя
Одружився 1963 року, але в 1970 році розлучився. У подружжя народилася донька, яка пізніше емігрувала до Австралії.
Помер 15 листопада 2010 року на 72-му році життя у власному будинку в місті Мерседес від серцевого нападу.

## Досягнення
«Пеньяроль»
- Прімера Дивізіон (5):
  -  Чемпіон (5): 1960, 1961, 1962, 1964, 1967
- Кубка Лібертадорес
  -  Володар (2): 1960, 1961
- Міжконтинентальний кубок
  -  Володар (1): 1961